# 尚徳村
尚徳村（しょうとくそん）は、鳥取県西伯郡にあった村。現在の米子市の一部にあたる。

## 地理
法勝寺川と小松谷川の合流点付近から南にかけて位置していた。
- 河川：佐野川[3]

## 歴史
- 1889年（明治22年）10月1日、町村制の施行により、会見郡青木村、下安曇村、上安曇村、別所村、兼久村、榎原村、大袋村が合併して村制施行し、尚徳村が発足[1][2]。旧村名を継承した青木、下安曇、上安曇、別所、兼久、榎原、大袋の7大字を編成[2]。
- 1896年（明治29年）4月1日、郡の統合により西伯郡に所属[2]。
- 1914年（大正3年）西伯郡中部果実業組合設立[3]。
- 1953年（昭和28年）10月1日、米子市に編入され廃止[1][2]。編入後、米子市大字青木・下安曇・上安曇・別所・兼久・榎原・大袋となる[2]。

### 地名の由来
青木村に所在した尚徳小学校の校名にちなむ。

## 産業
- 農業[2]
- 産物：米、緑肥、麦、繭、醤油[2]、果樹[4]

## 交通

### 鉄道
- 1924年（大正13年）法勝寺鉄道（日ノ丸自動車法勝寺電鉄線）が開通し、大字青木に青木停留場[5]、大字大袋に大袋停留場が開設された[6]。1967年（昭和42年）まで存続[5]。

## 教育
- 1872年（明治5年）青木小学校開校[5]。1879年（明治12年）廃校となり、私立学校・尚徳小学校を設立[5]。